# Guillermo O'Donnell
Guillermo Alberto O'Donnell (Buenos Aires, 24 de febrero de 1936 - Buenos Aires, 29 de noviembre de 2011) fue un destacado politólogo argentino. Entre sus aportes teóricos a la Ciencia Política se destacan sus trabajos sobre el Estado burocrático-autoritario, sobre la teoría de la democracia, y las características de los procesos de transición a la democracia, a través del desarrollo de conceptos como accountability/responsabilidad horizontal, “democracia micro" y "democracia delegativa".

## Biografía
Guillermo O'Donnell nació en Buenos Aires, Argentina, el 24 de febrero de 1936. Se graduó de abogado a los 22 años de edad en la Universidad de Buenos Aires en 1958. Participó en política estudiantil y fue secretario y presidente interino de la Federación Universitaria de Buenos Aires (FUBA) y miembro de la Federación Universitaria Argentina, en 1954 y 1955. Se desempeñó como viceministro nacional del Interior (Asuntos Políticos), en Argentina, en 1963. Se enfocó principalmente en ganarse la vida trabajando como abogado y enseñando. Durante estos años enseñó en la Facultad de Derecho de la Universidad de Buenos Aires (1958–66) y en la Pontificia Universidad Católica de Argentina (1966–68). 
En 1968 abandonó Argentina para realizar estudios de posgrado en ciencia política en Universidad de Yale. Obtuvo su maestría en ciencias políticas en 1971, pero en lugar de completar su disertación y aceptar una oferta de trabajo de la Universidad de Harvard, regresó a Buenos Aires. 
En este mismo año, Guillermo O'Donnell comenzó a trabajar en Yale y publicó Modernización y autoritarismo burocrático  (1973), un libro que de inmediato atrajo mucha atención y llevó a un debate seminal sobre la política latinoamericana en un volumen editado por David Collier bajo el título El nuevo autoritarismo en América Latina  (1979). Pero desde que se publicó este texto, no se pudo presentar como una disertación y, por lo tanto, O'Donnell no recibió su Ph.D en ciencia política de la Universidad de Yale hasta que presentó una nueva disertación y así obtuvo su Ph.D. tardíamente en 1987.
Como académico desempeñó importantes cargos, entre ellos, impartió la cátedra Helen Kellog de Ciencias Políticas del Instituto Kellog en la Universidad de Notre Dame, fue investigador del Instituto de Estudios Avanzados de la Universidad de Stanford y miembro de la Academia Americana de Artes y Ciencias. Además fue profesor de la Universidad de São Paulo (Brasil) y de la Universidad de California (Estados Unidos), dirigió el Centro de Estudios de Estado y Sociedad (CEDES) en la Argentina y en 1995 fue nombrado Profesor Honorario de la Universidad de Buenos Aires.
O'Donnell desempeñó un papel de liderazgo en muchas asociaciones profesionales. Se desempeñó como presidente de la Asociación Internacional de Ciencia Política (IPSA) de 1988 a 1991, y fue vicepresidente de la Asociación Americana de Ciencia Política (APSA) en 1999–2000. También tuvo muchos nombramientos a corto plazo en universidades de todo el mundo. Fue profesor visitante en la Universidad de Míchigan en 1973-74; la Facultad Latinoamericana de Ciencias Sociales (FLACSO), en Buenos Aires en 1978-79; la Universidad de California, Berkeley, en 1982; el Centro de Estudios Avanzados en Ciencias Sociales, en el Instituto Juan March, en Madrid, en 1997; la Universidad de Cambridge, donde fue profesor Distinguido Simón Bolívar en 2002-03; y la Universidad de Oxford, donde fue Senior Visiting Fellow en Politics en Nuffield College en 2003-04 y John G. Winant como profesor visitante de Gobierno de Estados Unidos en 2007-08. También fue miembro del Centro de Estudios Avanzados en las Ciencias del Comportamiento, en Stanford, California, en 2002.
O'Donnell también unió los mundos de la academia y la política. Trabajó con el Programa de las Naciones Unidas para el Desarrollo (PNUD) durante la década de 2000, colaborando con Dante Caputo en la preparación del informe "Democracia en América Latina: Hacia una democracia de ciudadanos y ciudadanas", publicado por el Programa de las Naciones Unidas para el Desarrollo y el informe Democracia / Estado / Ciudadanía. Hacia un estado de la democracia en América Latina (2008). O'Donnell también fue miembro de la Junta Asesora del Fondo de las Naciones Unidas para la Democracia, miembro del comité científico en Fundación IDEAS, y el grupo de expertos del Partido Socialista de España.
En 1996 recibió el Premio Konex en Ciencia Política y fue declarado ciudadano ilustre de la ciudad de Buenos Aires. Falleció el martes 29 de noviembre de 2011 durante la tarde en la Ciudad Autónoma de Buenos Aires  como consecuencia de estar enfermo de cáncer. Sus restos fueron velados en el Palacio de la Legislatura de la Ciudad de Buenos Aires.

## Investigaciones
O'Donnell fue un destacado teórico del autoritarismo y democratización y uno de los politólogos latinoamericanos más distinguidos.
En su obra "Modernización y autoritarismo burocrático" (1973) ofreció un análisis pionero del colapso de las democracias en América del Sur en la década de los sesenta. Argumentó que la forma de autoritarismo experimentada por América del Sur a partir de la década de 1960 era novedosa porque estaba basada en tecnócratas modernos y en una organización militar profesionalizada, en lugar de políticos populistas o hombres fuertes militares tradicionales. Para capturar este carácter distintivo, acuñó el término "autoritarismo burocrático". O’Donnell argumentó que esta nueva forma de autoritarismo surgió como resultado de un conflicto político generado por un modelo de industrialización de sustitución de importaciones. Presentó su argumento como una alternativa a la tesis, más notablemente adelantada por Seymour Martin Lipset, que la industrialización produjo democracia. En América del Sur, arguyó O'Donnell, la industrialización no generó democracia, sino autoritarismo burocrático. Este trabajo, junto con una serie de artículos subsiguientes, provocó un importante debate en política comparada y estudios latinoamericanos sobre las consecuencias políticas del desarrollo económico. Las contribuciones centrales a este debate se publicaron en un volumen editado por  David Collier, The New Authoritarian in Latin America  (1979), que evaluó y criticó la tesis de O'Donnell.
La siguiente fase de la investigación de O'Donnell se centró en la desaparición del autoritarismo y las transiciones a la democracia. Su libro "Transiciones de un  gobierno autoritario: conclusiones tentativas sobre democracias inciertas" (1986) en coautoría con Philippe C. Schmitter,fue una de las obras más leídas e influyentes en política comparada durante el Década de 1980 y 1990. O’Donnell y Schmitter propusieron un enfoque de elección estratégica para las transiciones a la democracia que destacó cómo fueron impulsados por las decisiones de los diferentes actores en respuesta a un conjunto de dilemas fundamentales. El análisis se centró en la interacción entre cuatro actores: los de línea dura y los de línea blanda que pertenecían al régimen autoritario en ejercicio, y las oposiciones moderadas y radicales contra el régimen. Este libro no solo se convirtió en el punto de referencia para una creciente literatura académica sobre transiciones democráticas, sino que también fue leído ampliamente por activistas políticos comprometidos en luchas reales para lograr la democracia.
La investigación de O'Donnell desde principios de la década de 1990 exploró la cuestión de la calidad de la democracia. Su trabajo advierte contra el pensamiento teleológico, es decir, la tendencia a ver a los países que se democratizaron en los años 70 y 80 siguiendo las pistas, aunque varios pasos atrás, de los países democráticos occidentales de larga data. Para resaltar la especificidad de los países latinoamericanos contemporáneos y las deficiencias de sus democracias, propuso el concepto de democracia delegativa, mediante el cual se refería a una forma de gobierno democrático que concentraba el poder en manos de los presidentes electos, y los asociados. Concepto de responsabilidad horizontal. El trabajo posterior se centró en los problemas que enfrentan la mayoría de las democracias latinoamericanas como resultado de las deficiencias en el estado de derecho y las capacidades sociales de los ciudadanos. Sus trabajos clave sobre la calidad de la democracia se han publicado en  Counterpoints  (1999),  The Quality of Democracy  (2004),  Disonances  (2007), y en su libro final,  Democracia, agencia y el estado  (2010), lo que justifica abordar la importancia del  estado en las conceptualizaciones de democracia.
Resumiendo sus contribuciones, un observador afirma que "O'Donnell dio forma decisiva a la agenda intelectual para el estudio del aumento de las dictaduras militares en el Cono Sur a principios de la década de 1970; fue pionero en el análisis de las crisis autoritarias y las transiciones democráticas a lo largo de la década de 1980; abrió un nuevo terreno conceptual para los esfuerzos por comprender los problemas de la vida después de la transición (incluida la cuestión de la calidad institucional) durante la década de 1990. " Otro observador lo expresó brevemente: "Guillermo O'Donnell era el Max Weber argentino".

## Publicaciones
- Modernización y autoritarismo, (1972)
- Contrapuntos: ensayos escogidos sobre autoritarismo y democratización, (1997)
- Pobreza y desigualdad en América Latina, (coeditado, 1999)
- La (in)efectividad de la ley y la exclusión en América Latina, (coeditado, 2001)

## Honores y premios
- Título de "Ciudadano Ilustre de la Ciudad de Buenos Aires" (ciudadano distinguido de la Ciudad de Buenos Aires) (2007).[17]
- Primer galardonado con el Premio al logro de toda la vida de la International Political Science Association (IPSA) (2006).[18]
- Kalman Premio Silvert por su contribución de por vida al estudio de América Latina, el más alto honor de la Asociación de Estudios Latinoamericanos (LASA) (2003).[19]
- Doctor honoris causa, Universidad Nacional del Rosario, Argentina (1999).
- "Premio Konex en Ciencias Políticas", Buenos Aires, Argentina (1996).[20]
- Elegido para la Academia Americana de Artes y Ciencias (1995).
- La Asociación de Estudios Latinoamericanos creó el Premio a la Democracia y la Conferencia de Guillermo O'Donnell.[21]